# Santa Susanna (Rom)
Santa Susanna (lateinisch Sancta Susanna), vollständig Santa Susanna alle Terme di Diocleziano, ist eine der heiligen Susanna von Rom geweihte Kirche in Rom. Sie zählt zu den ältesten Titelkirchen.
Der Kirchenbau in der jetzigen Form wurde 1585 bis 1603 für eine Zisterzienserinnenabtei errichtet, die seit 1587 am Ort besteht. Seit 1922 ist Santa Susanna auch Kongregationskirche der Missionspriester vom hl. Paulus, eines Priesterordens aus New York. Durch die Übergabe von Santa Susanna an die Paulisten wurde die Kirche zeitweise als Nationalkirche der Vereinigten Staaten genutzt. Nach Auseinandersetzungen zwischen den Zisterzienserinnen und der amerikanischen Gemeinde zog diese 2012 aus und 2017 nach San Patrizio.

## Lage
Die Kirche liegt im II. römischen Rione Trevi an der Via XX Settembre, etwa 250 Meter nordwestlich der Piazza della Repubblica und der Diokletiansthermen. Im spätantiken Rom war dies ein bevorzugter Platz an der innerstädtischen Verlängerung der Via Nomentana zum Quirinalshügel.

## Geschichte und Baugeschichte
Der legendarischen Überlieferung zufolge wurde nach dem Tod der heiligen Susanna eine frühchristliche Statio errichtet, und zwar über den Resten des Hauses, in dem Susanna unter Kaiser Diokletian das Martyrium erlitten haben soll. Sowohl im Martyrologium Hieronymianum als auch im Martyrologium Romanum ist ihr Fest unter dem 11. August verzeichnet.
In den römischen Konzilsakten von 499 wird die erste Kirche zunächst mit dem Namen des Stifters als titulus Gai bezeichnet, während sie in den Konzilsunterschriften von 595 bereits den Namen titulus sanctae Susannae trägt. Der Stifter Gaius kann aber aus zeitlichen Gründen nicht mit dem Papst Cajus (283–296) identisch sein, wie es in der Susannalegende des 6. Jahrhunderts berichtet wird.
Papst Leo III. (795–816) ließ an Stelle der ersten Kirche, die baufällig und zu klein geworden war, um 799 den Neubau einer dreischiffigen Basilika (ca. 35 m lang) mit halbrunder Apsis im Nordwesten errichten. Mittelschiff und Seitenschiffe waren durch je zwölf Säulenpaare mit Arkaden voneinander getrennt; über den flachgedeckten Seitenschiffen befanden sich Emporen mit rundbogigen Öffnungen gegen das Mittelschiff.
Das von Papst Leo III. gestiftete Apsismosaik wurde 1595 zerstört, ist aber durch historische Stiche und Beschreibungen überliefert. Es zeigte Christus und Maria mit Petrus und Paulus sowie die ursprünglichen Stifter Gaius und Gabinus mit der Märtyrerin Susanna, außerdem Papst Leo III. als Stifter des Neubaues (mit Kirchenmodell) und Karl den Großen mit Helm und Schwert in Akklamationshaltung, beide durch quadratischen Nimbus als Lebende gekennzeichnet. Einzigartig bei dieser Darstellung ist, dass Karl der Große hier als Träger weltlicher Macht und zugleich als Schutzherr der Kirche in gleicher Weise wie der Papst abgebildet wird. Unter dem Mosaik befand sich die Widmungsinschrift von Leo III.
Papst Sixtus IV. (1471–1484) ließ die karolingische Basilika aus Anlass des Heiligen Jahres 1475 zu einem einschiffigen Kirchenraum in der Breite des bisherigen Mittelschiffs umbauen; die bisherige Apsis wurde beibehalten und Seitenkapellen hinzugefügt. 1590 bis 1603 erfolgte unter Kardinalvikar Girolamo Rusticucci eine Umgestaltung der Kirche im Übergangsstil der Renaissance zum Barock durch Domenico Fontana und Carlo Maderno, wobei die alte Ausstattung zum größten Teil verlorenging. Neu entstand die berühmte Fassade von Carlo Maderno. Außerdem wurden im Anschluss an die Kirchenfassade links das Kloster der Zisterzienserinnen und rechts ein Wohnhaus errichtet.

## Architektur

### Grundstruktur
Der Bau ist heute einschiffig mit einer breiten Apsis und verfügt über einige Seitenkapellen sowie eine Krypta.

### Fassade

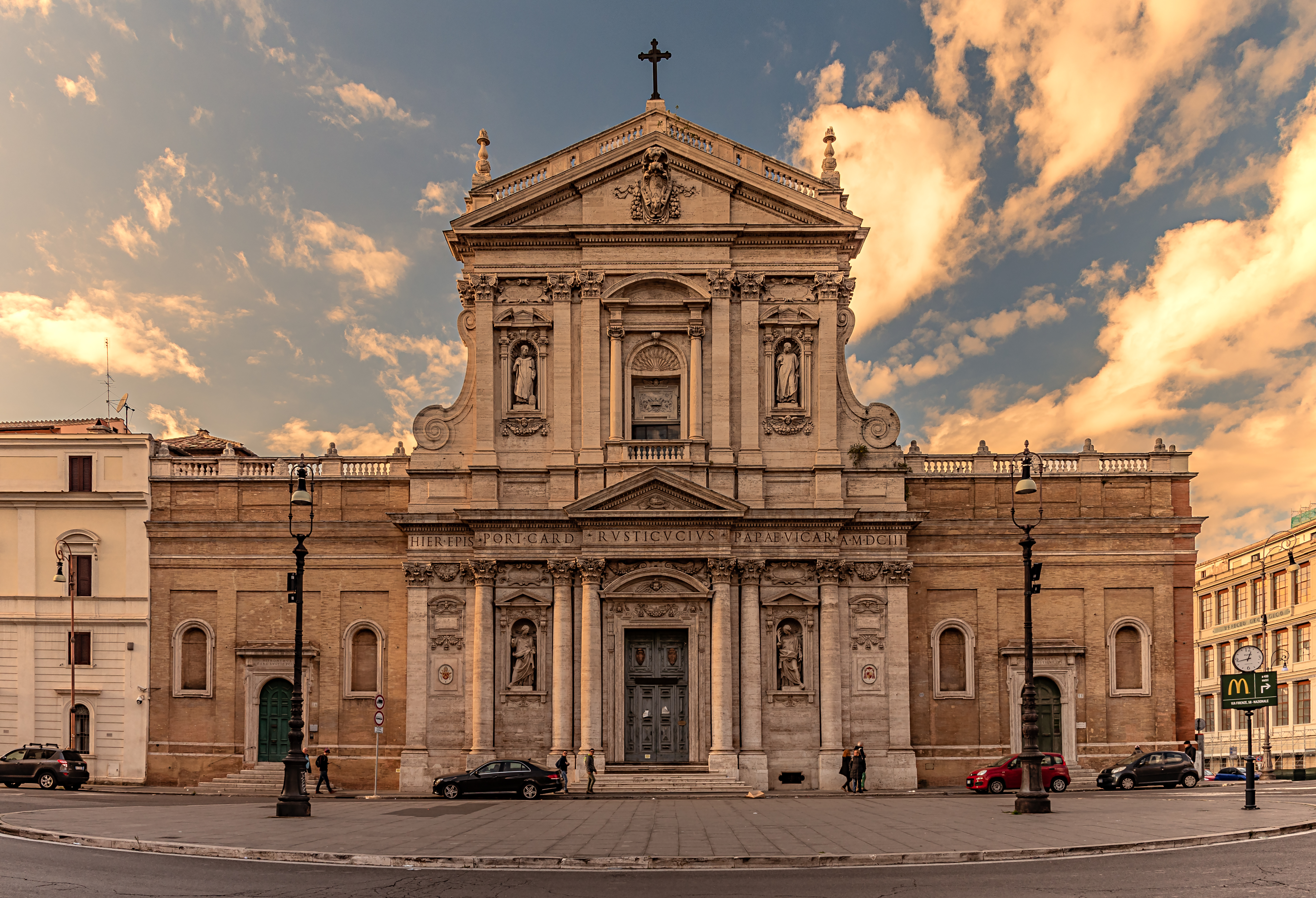
Kirchenfassade mit angrenzenden Bauten

Die Kirchenfassade ist das erste selbständige Werk des Architekten Carlo Maderno (um 1597). Mit den beiderseits angrenzenden Flügelbauten bildet die Fassade eine bauliche Dreiergruppe. „Raum und Fläche, Ruhe und Bewegung, Pathos und Strenge vereinigen sich hier in glücklicher Ausgewogenheit zu einem Meisterwerk, das zu den Urbildern der römischen Barockfassaden gehört“ und Vorbild für zahlreiche spätere Fassaden wurde.
Die Fassade von Santa Susanna ähnelt der von Il Gesu in Rom, ist aber bedeutend steiler und wesentlich plastischer gestaltet. Neuartig erscheint der als „Crescendo“ bezeichnete Effekt einer Steigerung der Plastizität, und zwar bei beiden Geschossen von außen nach innen sowie im Verhältnis der Geschosse zueinander von oben nach unten.
Im unteren Geschoss beginnt die horizontale Gliederung an den Ecken mit je einem breiten und einem halbierten Pilaster und setzt sich fort über eine Halbsäule zu den doppelt gestellten Dreiviertelsäulen neben dem Portal. Diese Betonung der Mitte wird noch verstärkt durch die von außen nach innen sich steigernde Tiefenwirkung vom Reliefschmuck (außen) über die Figuren (in den Nischen) zum großen Portal. Im Kontrast hierzu werden im Obergeschoss die weniger plastischen Pilaster statt der Säulen verwendet – lediglich die Loggia hat eine etwas hervortretende Ädikula.
Der Giebel ist zwar durch eine Balustrade stark konturiert, aber dennoch vergleichsweise schlicht gehalten.
Die Figuren der Märtyrerinnen Susanna und Felicitas in den Nischen unten sowie von Papst Gaius und dem Märtyrer Gabinus oben wurden von Giovanni Antonio Paracca und Flaminio Vacca zwischen 1597 und 1599 geschaffen.

## Inneres

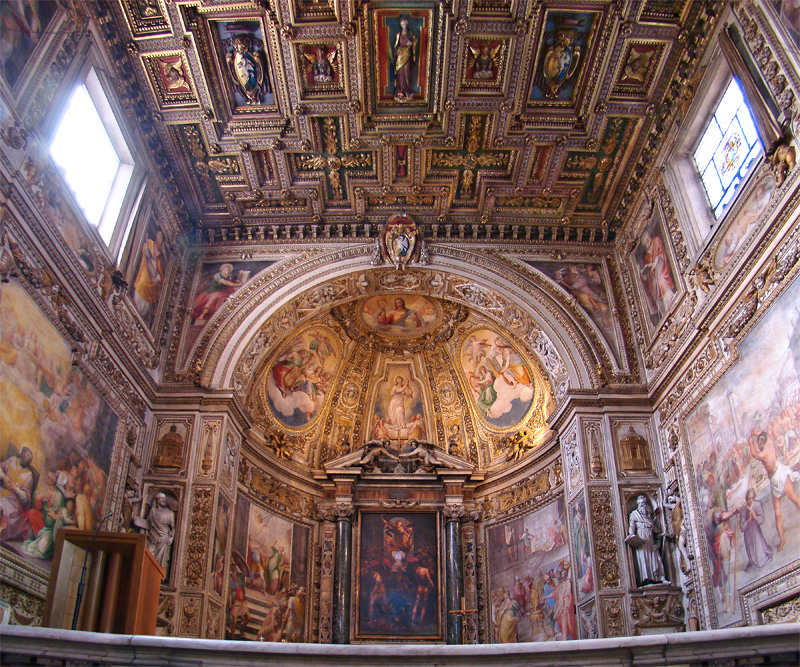
Inneres der Kirche mit Blick auf Hochaltar und Kassettendecke

### Kirchenschiff
Die Kirche war in ihrer karolingischen Gestalt eine Basilika; seit den Veränderungen ab 1593 ist sie ein einschiffiger Saalbau mit Seitenkapellen. Vorbild für diese Gestaltung war Il Gesu in Rom. Die bedeutenden Mosaiken des 9. Jahrhunderts im Chorraum wurden durch Fresken von Cesare Nebbia und Paris Nogari ersetzt. Auf den Türen der Reliquiare bergenden Chornischen sind die Heiligen Benedikt und Scholastika (zur Linken) und Bernhard und Susanna (zur Rechten) dargestellt. Die Darstellungen schuf der umbrische Maler Avanzino Nucci 1599.
An den Langhauswänden und in den Seitenkapellen schuf Baldassare Croce Szenen aus dem Leben der Titelheiligen, dargestellt in fingierten Wandteppichen und gerahmt von Scheinarchitektur. Seit Ende des 16. Jahrhunderts liegt über dem Kirchenschiff eine prachtvolle Kassettendecke.

### Orgel

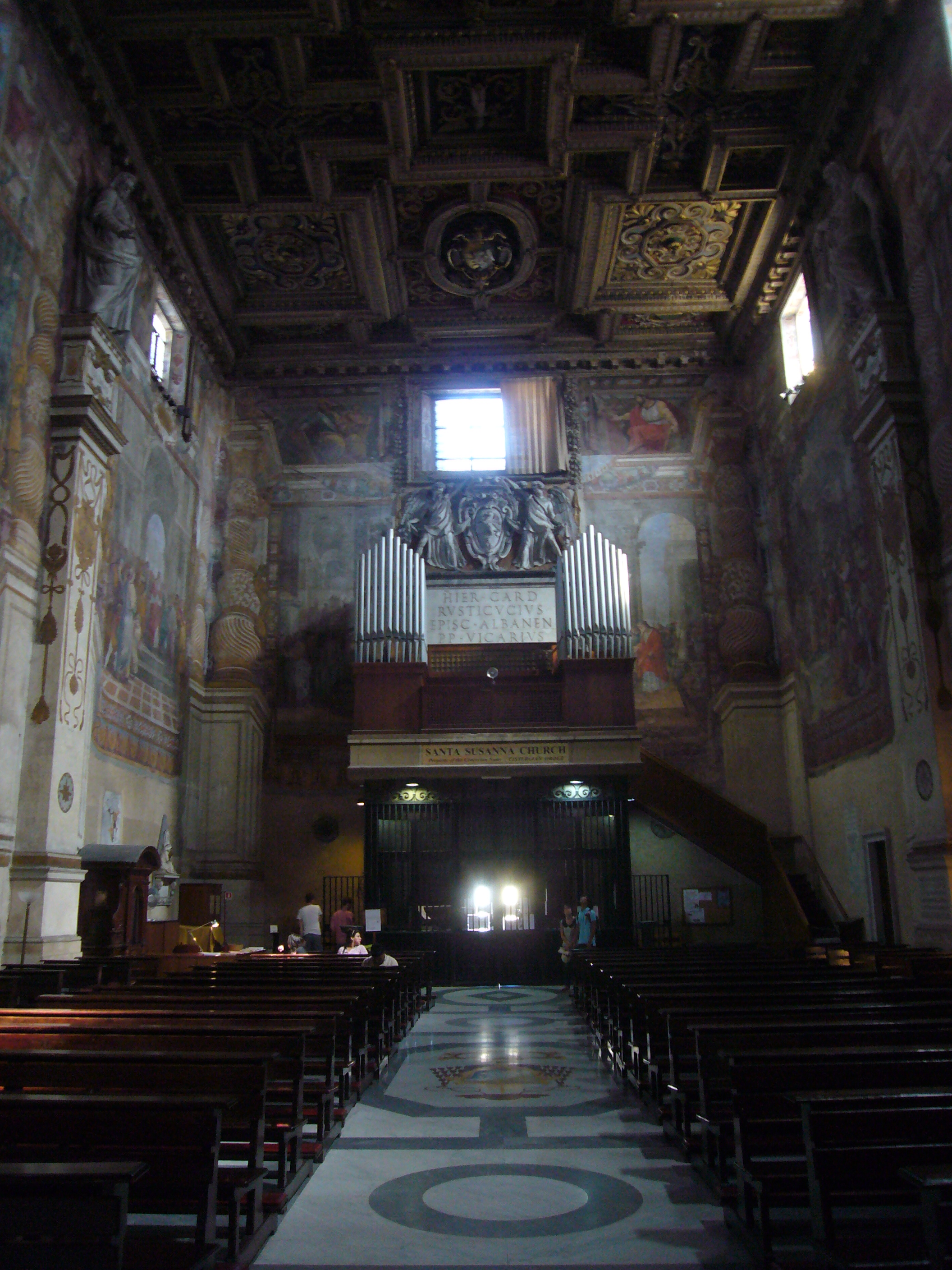
Blick auf die Orgel

Die Orgel auf der Sängertribüne wurde 1965 von den Orgelbauern Fratelli Ruffatti errichtet. Das Instrument hat 22 Register auf zwei Manualwerken und Pedal. Die Trakturen sind elektrisch. Der Spieltisch befindet sich im Kirchenraum.
| I Grand'Organo C–c4 |    |
| Principale          | 8′ |
| Flauto              | 8′ |
| Bordone             | 8′ |
| Ottava              | 4′ |
| Flauto              | 4′ |
| Decimaquinta        | 2′ |
| Ripieno V           |    |
| Voce umana          | 8′ |

| II Espressivo C–c4 |    |
| Bordone            | 8′ |
| Viola da Gamba     | 8′ |
| Principalino       | 4′ |
| Flauto a camino    | 4′ |
| Sesquialtera II    |    |
| Ottavino           | 2′ |
| Ripienino III      |    |
| Voce celeste       | 8′ |
| Tromba armonica    | 8′ |
| Tremolo            |    |

| Pedale C–g1 |     |
| Subbasso    | 16′ |
| Principale  | 8′  |
| Bordone     | 8′  |
| Flauto      | 8′  |
| Tromba      | 8′  |

### Krypta
Die karolingische Krypta wurde von Carlo Maderno zu einer barocken Confessio umgestaltet als „eines der ersten Beispiele des im Gefolge der Gegenreformation aufgekommenen Märtyrerkults“. Maderno wählte die Ellipse als Grundstruktur und führte den Raum folglich als Ovalrotunde mit einer flachen Kuppelkalotte aus. Die beiden Brennpunkte der Ellipse bilden zum einen der Altar der Heiligen und zum anderen das Grabmal des hier bestatteten Auftraggebers Kardinal Girolamo Rusticucci. Unter dem Altar befinden sich angeblich die Reliquien des heiligen Gabinius und einer heiligen Felicitas.

## Ausgrabungen und Fresken
Bei Ausgrabungen unter dem ehemaligen linken Seitenschiff der karolingischen Basilika, also unter der heutigen Sakristei, wurden 1992 ein römischer Sarkophag und etwa 7.000 Teilstücke von Wandgemälden des späten 8. Jahrhunderts gefunden. Als Ergebnis der Restaurierungsarbeiten und der Zusammensetzung der Teilstücke konnte im Jahr 2000 das Wandgemälde (ca. 120 × 190 cm) in die Obhut des Klosters der Zisterzienserinnen übergeben werden, wo es in der Sakristei ausgestellt ist.
Es handelt sich um die Reste eines Wandbilds vom Tympanon der karolingischen Basilika und einer Heiligengruppe. Das Tympanon zeigt das apokalyptische Lamm, daneben Johannes den Täufer und Johannes Evangelista. Zu der Gruppe gehört eine thronende Gottesgebärerin, flankiert von der Märtyrerin Agatha von Catania und der Kirchenpatronin Susanna. Die reich gekleideten Frauen tragen edelsteinbesetzte Kronen und haben einen goldenen Nimbus. Maria hält in der rechten Hand einen Stab. Das Jesuskind – mit Kreuznimbus – hat die rechte Hand segnend erhoben. Auffallend ist die Ähnlichkeit dieser Darstellung mit der Maria Regina I an der Apsiswand von Santa Maria Antiqua in Rom.

## Stationskirche
Santa Susanna ist Stationskirche am Samstag nach dem dritten Fastensonntag.

## Kardinalpriester
Das Amt des Kardinalpriesters von San Susanna ist seit 2017 vakant. Letzter Inhaber des Amtes war Bernard Francis Law († 2017).